# Immanuel Johann Gerhard Scheller
Immanuel Johann Gerhard Scheller (født 22. marts 1735 i Ihlow, død 5. juli 1803 i Brieg) var en tysk leksikograf.
Scheller, som var rektor ved gymnasiet i Brieg, udgav blandt andet de meget spredte Ausführliches lateinisch-deutsches und deutsch-lateinisches Wörterbuch (3 bind, 1783—84; 3. oplag, 7 bind, 1804—05) samt Lateinisch-deutsches und deutsch-lateinisches Handlexikon (2 bind, 1792). Sistnævnte udkom, i omarbejdelse ved Lünemann og Georges, langt frem i tiden i nye oplag.